# 21e division de réserve (Empire allemand)
Pour les articles homonymes, voir 21e division d'infanterie.
La 21e division de réserve est une unité de l'armée allemande qui participe lors de la Première Guerre mondiale aux principales batailles du front de l'Ouest.

## Première Guerre mondiale

### Composition

#### Composition à la mobilisation - 1916
- 41e brigade d'infanterie de réserve

80e régiment d'infanterie de réserve
87e régiment d'infanterie de réserve
- 42e brigade d'infanterie de réserve

81e régiment d'infanterie de réserve
88e régiment d'infanterie de réserve
- 7e régiment de dragons de réserve (3 escadrons)
- 21e régiment d'artillerie de campagne de réserve (6 batteries en 1914, 9 batteries en 1916)

4e et 5e compagnies du 11e bataillon de pionniers

#### 1917
- 41e brigade d'infanterie de réserve

80e régiment d'infanterie de réserve
87e régiment d'infanterie de réserve
88e régiment d'infanterie de réserve
- 126e commandement divisionnaire d'artillerie

21e régiment d'artillerie de campagne de réserve (9 batteries)
- 4e régiment de dragons de réserve (3 escadrons)
- 7e régiment de dragons de réserve (1 escadron)
- 321e bataillon de pionniers

#### 1918
- 41e brigade d'infanterie de réserve

80e régiment d'infanterie de réserve
87e régiment d'infanterie de réserve
88e régiment d'infanterie de réserve
- 126e commandement divisionnaire d'artillerie

21e régiment d'artillerie de campagne de réserve (9 batteries)
136e bataillon d'artillerie à pied
- 4e régiment de dragons de réserve (3 escadrons)
- 321e bataillon de pionniers

### Historique
Au déclenchement du conflit, la 21e division de réserve forme avec la 25e division de réserve le XVIIIe corps de réserve rattaché à la IVe armée allemande.

## Chefs de corps
| Grade                        | Nom                    | Date                            |
| ---------------------------- | ---------------------- | ------------------------------- |
| Generalleutnant              | Hermann von Rampacher  | 2 août - 1er septembre 1914     |
| General der Kavallerie       | Ludwig von Schwerin    | 2 - 6 septembre 1914            |
| Generalleutnant              | Ernst von Oidtman (de) | 7 - 8 septembre 1914            |
| General der Kavallerie       | Ludwig von Schwerin    | 9 septembre 1914 - 28 juin 1916 |
| Generalmajor/Generalleutnant | Carl Briese (de)       | 29 juin 1916 - 3 janvier 1919   |